# Captain Fury
Captain Fury é um filme de aventura produzido nos Estados Unidos, dirigido por Hal Roach e lançado em 1939.